# Ústí nad Labem (cidade)
Ústí nad Labem é uma cidade checa localizada na região de Ústí nad Labem, distrito de Ústí nad Labem.